# Blé de Noé

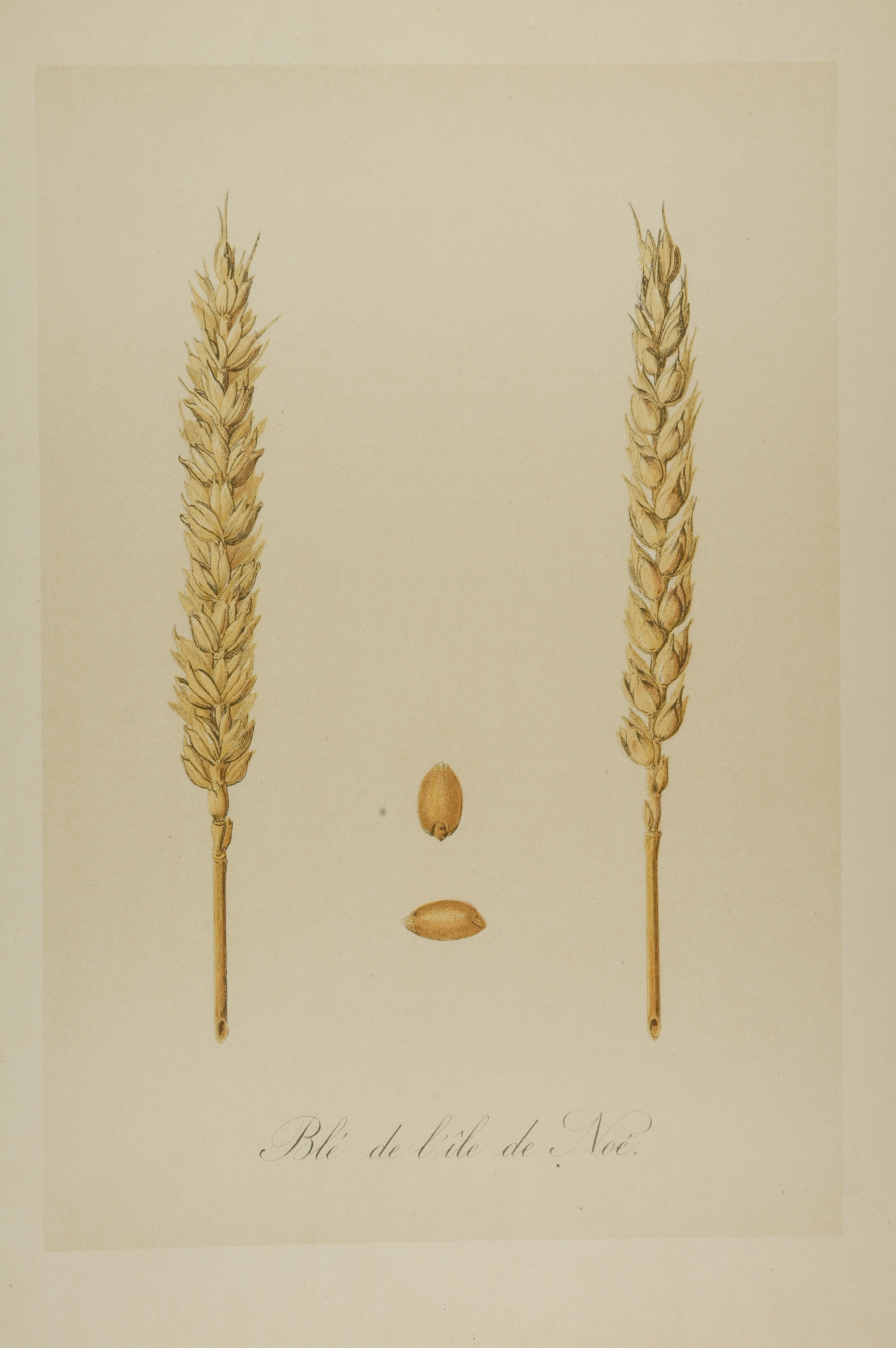
Blé de l'Isle de Noé, épis et grains ; llustration botanique (Les meilleurs blés. Description et culture des principales variétés de froments d'hiver et de printemps. Paris, Vilmorin-Andrieux et Cie, 1880).

Le blé de Noé, ou blé de l'isle de Noé, est une variété de blé d'origine ukrainienne, cultivée dans le sud-ouest de la France avant d'être introduit en Beauce dans les années 1830.

## Histoire
Jusqu'en 1830, toutes les céréales cultivées en France sont des variétés locales et traditionnelles plus ou moins homogènes, de couleurs et de tailles très différentes selon les régions et les usages de destination. L'année 1830 voit le marquis Louis Pantaléon Jude de Noé, châtelain à L'Isle-de-Noé, près de Mirande, découvrir un blé dans un lot venant d'Odessa trié par M. Planté, meunier à Nérac et identifié par M. Pérès, un de ses fermiers. Le marquis de Noé est le richissime héritier de l'empire sucrier de Pantaléon I de Bréda, par son père Louis-Pantaléon de Noé, qui a affranchi en 1776 Toussaint Louverture, sur sa plantation de Saint-Domingue, bien avant la première abolition de l'esclavage en France.
Cette nouvelle variété de blé se révèle très productive, surtout lorsque le marquis de Noé l'introduit dans ses terres de Bréau, en Beauce, d'où elle s'est rapidement répandue dans toute la région et la diffusa aussi en Brie.
Le 'blé de Noé', appelé aussi  'blé bleu', est certes sensible à la rouille et au froid, mais productif, précoce et résistant à la verse. De plus, son grain est apprécié des meuniers. De ce blé seront tirées différentes variétés par sélection massale : 'Rouge de Bordeaux', 'Japhet', 'Gros bleu'. Il a servi à de nombreux croisements, même si son point faible était sa sensibilité à la rouille du blé. Cette céréale attire l'attention de Louis de Vilmorin, qui alors réalise ses premiers travaux généalogiques sur le blé pour obtenir des lignées pures, conservant les mêmes caractères d’une génération à l’autre. Louis de Vilmorin met au point la première variété de blé moderne, 'Dattel', issue du croisement entre deux variétés anglaises ('Chiddam' et 'Prince Albert').
Au même moment des blés anglais, très productifs, résistants à la verse et à la rouille, mais parfois trop tardifs en zone séchantes, sont introduits au nord de la France : 'Chiddam', 'Goldendrop', 'Prince Albert', 'Victoria'. Ces blés, issus d'un processus de sélection variétale sur une période d'une dizaine d'années à partir d'un seul épi, constituent les premières lignées pures mises au point en France.